# سارا برایوویچ
سارا برایوویچ (صربی: Sara Brajovic؛ زادهٔ ۱ ژانویهٔ ۱۹۸۵) موسیقی‌دان، نویسنده، مدل و بازیگر صربستانی‌الاصل اهل فرانسه است. او را یکی از جریان‌سازهای مُد اروپا می‌دانند و هم‌اکنون ساکن لندن است.
از فیلم‌هایی که وی در آن‌ها نقش داشته‌است، می‌توان به دوستانی چون ما اشاره نمود.